# Guilherme de Palestrina
Guillaume (data incerta - 22 de dezembro de 1139) foi um cardeal francês, Deão do Sagrado Colégio dos Cardeais.

## Biografia
Criado cardeal-bispo de Palestrina no consistório de dezembro de 1122, sendo entronizado em 6 de junho de 1123. Torna-se Decano do Colégio dos Cardeais em 1129. Ele apoiou o papa contra o antipapa Anacleto II. Nomeado legado na Germânia, onde ele consagrou arcebispo Bruno de Colônia. Depois foi nomeado legado no Reino de Castela, onde ele presidiu o Concílio de Valladolid em 1137

## Conclaves
- Eleição papal de 1124 - participou da eleição do Papa Honório II
- Eleição papal de 1130 - participou como deão da eleição do Papa Inocêncio II